# Aksakal, Bandırma
Aksakal là một thị trấn thuộc huyện Bandırma, tỉnh Balıkesir, Thổ Nhĩ Kỳ. Dân số thời điểm năm 2010 là 1.537 người.